# Hasan
Al-Hasan ibn ʿAlī ibn Abī Tālib (în arabă الحسن بن علي بن أبي طالب, al-Ḥasan ibnʿAlī ibn Abī Ṭālib, n. 1 martie 625 d.Hr., Medina, Medina community⁠(d) – d. 669 d.Hr., Medina, Califatul Omeiad) a fost fiul cel mare al lui ʿAlī ibn Abī Tālib și Fatima bint Muhammad și de șiiții venerat ca al doilea Imam. Ca nepot al Profetului Mohammed, el este, de asemenea, considerat membru al Ahl al-bait.

## Viață
Născut la 624 d.Hr. în Arabia, Hasan este una dintre cele cinci persoane venerate de ramura șiită a islamului. După uciderea tatălui său, Ali ibn Abi Talib, în 661 d.Hr., mulți l-au considerat urmaș legitim al profetului. Atunci când Mu‘āwīyya a contestat succesiunea sa și a început pregătirile de război, Hasan a adunat armata pentru a-și înfrunta inamicul dar, din lipsă de resurse, în același an a declanșat negocierile de pace și a renunțat la conducerea califatului în favoarea rivalului său. S-a retras la Medina, unde a trăit în pace până la sfârșitul vieții (680 d.Hr).